# Prat Samakrat
Prat Samakrat (thailändisch ปรัชญ์ สมัครราษฎร์, * 31. Oktober 1985 in Nakhon Pathom) ist ein ehemaliger thailändischer Fußballspieler.

## Karriere

### Verein
Prat Samakrat erlernte das Fußballspielen bei der Schulmannschaft der Suankularb-Wittayalai-Schule und des Erstligisten Bangkok United in Bangkok, wo er 2004 auch seinen ersten Vertrag unterschrieb. Der Vertrag hatte eine Laufzeit bis 2005. Für Bangkok United stand er 27 Mal auf dem Spielfeld. 2006 wechselte er zum Ligakonkurrenten BEC–Tero Sasana FC, ebenfalls ein Verein der in Bangkok beheimatet ist. 102 Spiele absolvierte er für BEC. Suphanburi FC verpflichtete ihn 2013. Der Verein aus Suphanburi spielte ebenfalls in der ersten Liga, der Thai Premier League. Nach Bangkok ging er 2016 zurück und schloss sich seinem Ausbildungsverein Bangkok United an. Von 2017 bis 2018 wurde er an den Erstligisten Sukhothai FC, einem Verein aus Sukhothai, ausgeliehen. 2020 wechselte er zum Zweitligaaufsteiger Nakhon Pathom United FC nach Nakhon Pathom. Für den Verein aus Nakho Pathom absolvierte er 19 Ligaspiele. Nach der Saison pausierte er. Am 12. Juni 2022 unterschrieb er einen Vertrag beim Drittligisten Dragon Pathumwan Kanchanaburi FC. Mit dem Verein aus Kanchanaburi spielte er siebenmal in der Western Region der Liga. Am Ende der Saison feierte er mit Kanchanaburi die Meisterschaft der Region und den anschließenden Aufstieg in die zweite Liga. Für Kanchanaburi bestritt er 16 Ligaspiele. Im Sommer 2023 wurde sein Vertrag nicht verlängert. Am 1. Juni 2023 beendete er seine Karriere als Fußballspieler.

### Nationalmannschaft
Von 2008 bis 2012 spielte Prat Samakrat 12 Mal in der thailändischen Nationalmannschaft.

## Erfolge

### Verein
BEC-Tero Sasana FC
- Thailändischer Pokalfinalist: 2009

Bangkok United
- Thailändischer Vizemeister: 2016

Dragon Pathumwan Kanchanaburi FC
- Thai League 3 – West: 2022/23  ▲

### Nationalmannschaft
Thailand U23
- Sea Games

Sieger: 2005, 2007